# Similanské ostrovy
Similanské ostrovy (thajsky หมู่เกาะสิมิลัน, Mu Ko Similan) jsou souostroví v Andamanském moři v jihovýchodní Asii. Jsou součástí thajské provincie Phang Nga a leží zhruba 70 kilometrů západně od jejího pobřeží. Od roku 1982 jsou chráněny jako národní park Mu Ko Similan. Národní park tvoří 11 ostrovů o rozloze 26 km², přičemž celý se rozkládá na 140 km². Similanské ostrovy původně sestávaly z devíti ostrovů, ostatně název Similan vychází z malajského slova sembilan, což znamená „devět“. O zbývající dva ostrovy byl národní park rozšířen v roce 1998. Přestože má každý z ostrovů svůj název, jsou zároveň očíslovány, a pod těmito čísly jsou známy. Jsou jimi od severu k jihu:
- Ostrov 11: Ko Tachai
- Ostrov 10: Ko Bon
- Ostrov 9: Ko Ba-ngu
- Ostrov 8: Ko Similan
- Ostrov 7: Ko Hin Pousar
- Ostrov 6: Ko Payu
- Ostrov 5: Ko Ha
- Ostrov 4: Ko Miang
- Ostrov 3: Ko Payan
- Ostrov 2: Ko Payang
- Ostrov 1: Ko Huyong

Ostrovy jsou jedním z turistických cílů jižního Thajska a jsou vyhledávány pro potápění a šnorchlování. Vstup do národního parku je zpoplatněn, přičemž mezi 16. květnem a 31. říjnem jsou ostrovy pro veřejnost každoročně zcela uzavřeny.